# Carles Grau
Carles Grau Tallada (Lloret de Mar, 10 marzo 1990) è un hockeista su pista spagnolo.

## Palmarès

### Club

#### Titoli nazionali
- Campionato spagnolo: 2

Barcellona: 2009-2010
Deportivo Liceo: 2021-2022
- Coppa del Re: 2

Vic: 2015
Deportivo Liceo: 2021
- Campionato portoghese: 2

Porto: 2016-2017, 2018-2019
- Coppa del Portogallo: 2

Porto: 2016-2017, 2017-2018
- Supercoppa del Portogallo: 3

Porto: 2016, 2017, 2018
- Supercoppa di Spagna: 1

Deportivo Liceo: 2021

#### Titoli internazionali
- CERH European League: 1

Barcellona: 2009-2010

### Nazionale
- Campionato mondiale: 1

Angola 2013